# Avenue King Edward (Ottawa)
Pour les articles homonymes, voir King Edward.

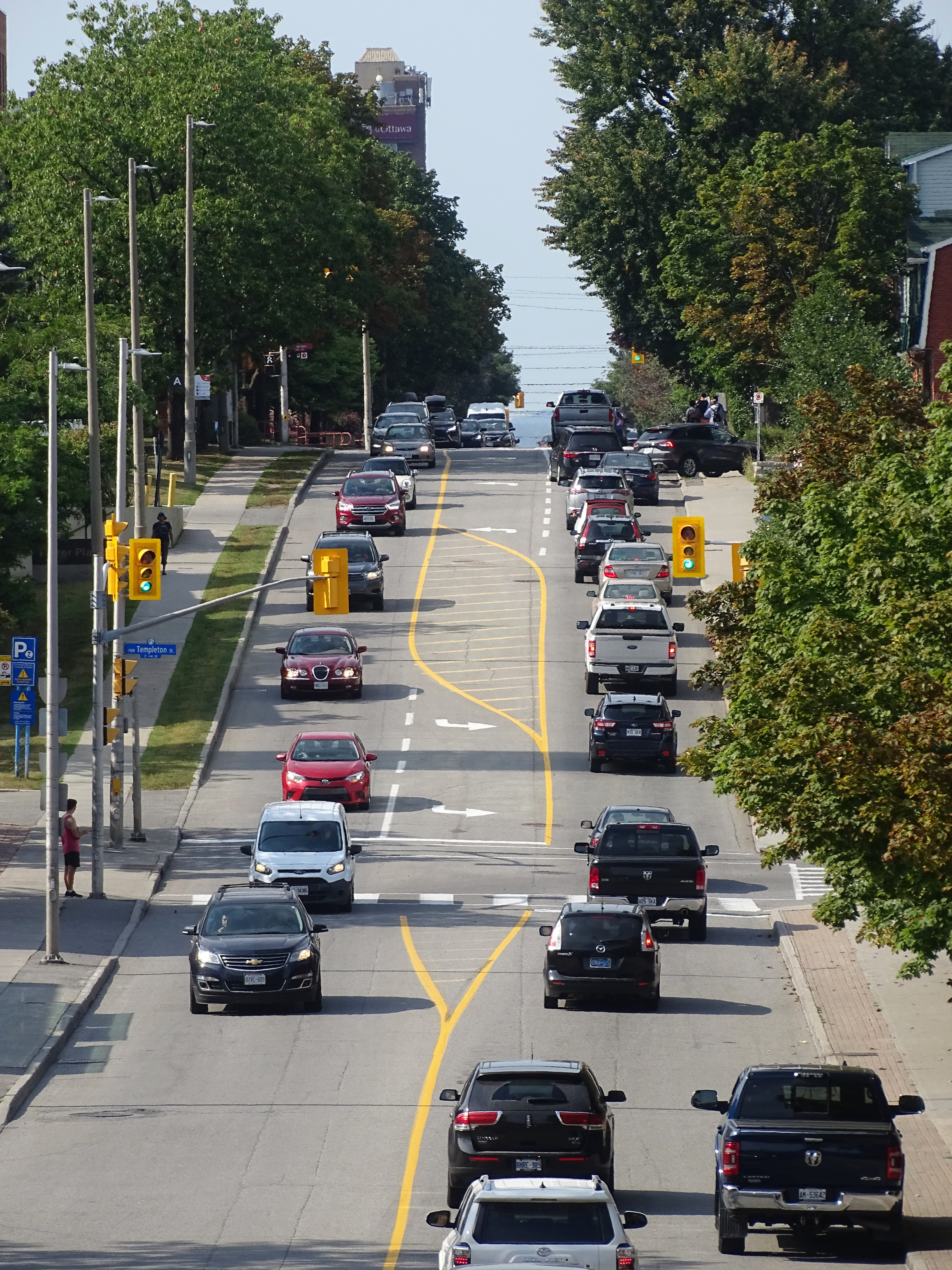
Extrémité sud de l'avenue King Edward traversant le campus de l'Université d'Ottawa

L'avenue King Edward est une artère majeure de la partie est de la ville d'Ottawa, en Ontario, au Canada. Bien que ce soit une route municipale, une partie de la rue est désignée comme faisant partie du réseau routier national du Canada, dans le cadre d'une route d'interconnexion entre l'autoroute 417 de l'Ontario à Ottawa et l'autoroute 5 du Québec à Gatineau.
L'avenue King Edward s'étend du pont Macdonald-Cartier vers le sud jusqu'au Queensway. La rue s'appelait à l'origine « King Street » et fut renommée en 1901  en l'honneur du roi Édouard VII. Au XIXe siècle, le « by-wash ». un égout à ciel ouvert qui s'étendait du canal Rideau jusqu'à la rivière Rideau traversait la rue en son centre.
Le canal de dérivation a été supprimé et remplacé par un boulevard bordé d'arbres, faisant de King Edward l'une des plus belles rues d'Ottawa au début du 20e siècle.  Cependant, avec la construction du pont Macdonald-Cartier et du Queensway, la rue est devenue encombrée de gros véhicules commerciaux et est rapidement devenue sale et dangereuse. En 2013, la Commission de la capitale nationale a recommandé la construction d'un nouveau pont servant de nouvelle route pour camions permettant l'accès à Gatineau . Un mois plus tard, le gouvernement de l’Ontario a annulé sa participation à la proposition. Une autre proposition consistant à construire un tunnel reliant l’autoroute 417 au pont Macdonald-Cartier a été considérée. Le 30 janvier 2025, le gouvernement fédéral annonce un échéancier pour la construction d'un pont entre Ottawa et Gatineau suivant le tracé dit « de l'île Kettle » à l'horizon 2034. 
L'avenue King Edward traverse directement le centre de deux des plus anciens quartiers du centre-ville d'Ottawa, la Basse-Ville et la Côte-de-Sable. Elle marque la limite est du campus de l'Université d'Ottawa, bien que certains bâtiments universitaires soient toujours situés à l'est de la rue. La rue Rideau sépare la Côte-de-Sable de la Basse-Ville, tandis que la rivière Rideau, le canal Rideau et la rivière des Outaouais servent de limites naturelles à ces deux communautés. Le marché By est une sous-composante de la Basse-Ville.